# Організація Об'єднаних Націй

Герб ООН

Мапа членів ООН

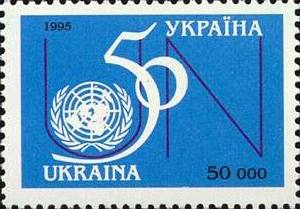
Марка Укрпошти, присвячена 50-річчю заснування ООН (1995)

Організа́ція Об'є́днаних На́цій (ООН) — глобальна міжнародна організація, заснована 1945 року. Декларованою метою діяльності організації є підтримання й зміцнення миру й міжнародної безпеки, розвиток співробітництва між державами світу. Штаб-квартира розміщується в Нью-Йорку. Організація має офіси в Женеві, Відні, Найробі та Гаазі.
Головними органами є Генеральна Асамблея (ГА), Рада Безпеки (РБ), Секретаріат (генеральний секретар обирається Генеральною Асамблеєю за рекомендацією Ради Безпеки на 5 років), Міжнародний суд, Економічна і соціальна рада; Рада з Опіки; штаб-квартира розташована у Нью-Йорку.
Члени-засновники — 51 держава (у т. ч. Українська РСР).
Станом на 1998 рік ООН нараховувала 185 держав-членів. Із 14 липня 2011 року має 193 держави-члени. Західна Сахара й інші маленькі держави не приєдналися до ООН через їх невизнання.
Організація фінансується з обов'язкових і добровільних внесків від своїх держав-членів і користується шістьма офіційними мовами: арабська, китайська, англійська, французька,
російська й іспанська.

## Загальна інформація
Організація Об'єднаних Націй (ООН) є міжурядовою організацією, яка прагне підтримувати міжнародний мир і безпеку, розвивати дружні відносини між державами, досягати міжнародної співпраці й бути центром для узгодження дій держав. Це найбільша, найбільш звична, найбільш міжнародна й найпотужніша міжурядова організація у світі. Штаб-квартира ООН знаходиться на міжнародній території в Нью-Йорку, а інші її головні офіси знаходяться в Женеві, Найробі, Відні й Гаазі.
Місія організації щодо збереження світового миру була ускладнена в перші десятиліття холодною війною між США і Радянським Союзом та їхніми союзниками. Її місії складалися здебільшого із беззбройних військових спостерігачів і легкоозброєних військ, які виконували переважно функції моніторингу, звітування й зміцнення довіри. Членство в ООН значно зросло після широкомасштабної деколонізації, що почалася в 1960-х роках. Відтоді 80 колишніх колоній здобули незалежність, зокрема 11 довірчих територій, які контролювала Рада з опіки. До 1970-х років бюджет ООН на програми економічного й соціального розвитку значно перевищував її витрати на підтримку миру. Після закінчення «холодної війни» ООН змінила й розширила свої польові операції, виконуючи широкий спектр складних завдань.
ООН має шість основних органів: Генеральну Асамблею; Рада Безпеки; Економічна і соціальна рада (ЕКОСОР); Рада з опіки; Міжнародний суд; і Секретаріат ООН. Система ООН містить безліч спеціалізованих установ, фондів і програм, таких як Група Світового банку, Всесвітня організація охорони здоров'я, Всесвітня продовольча програма, ЮНЕСКО і ЮНІСЕФ. Крім того, неурядові організації можуть отримати консультативний статус в ЕКОСОР та інших відомствах для участи в роботі ООН.
Головним адміністративним директором ООН є Генеральний секретар; зараз це португальський політик і дипломат Антоніу Гутерріш, який розпочав свій п'ятирічний термін 1 січня 2017 року. Організація фінансується за рахунок добровільних внесків держав-членів.
ООН, її службовці й агенції здобули багато Нобелівських премій миру, хоча не всі оцінки її ефективности однозначні. Деякі коментатори вважають, що ця організація є важливою силою для миру й людського розвитку, а інші називають її неефективною, упередженою чи корумпованою. Також лунають звинувачення в підтримці терористичної діяльності генсеком ООН та окремими працівниками організації. Як і будь-яка інша Інтернаціональна організація, ООН має багато критики на свою адресу.

## Історія створення
Після невдалих спроб і ухвал Ліги Націй (1919—1946), до якої принципово не приєднувалися Сполучені Штати Америки, у 1945 році було створено Організацію Об'єднаних Націй для підтримки міжнародного миру й розвитку співпраці у вирішенні міжнародних проблем економічного, соціального й гуманітарного типу. Перші задуми й конкретний план для нової всесвітньої організації було підготовлено під егідою Державного департаменту США в 1939 році. А Франклін Делано Рузвельт тоді вперше ввів поняття «Організація Об'єднаних Націй» як термін для позначення союзних країн. Цей термін було вперше офіційно використано 1 січня 1942 року, коли 26 держав підписали Декларацію Об'єднаних Націй і зобов'язалися від імені урядів сприяти утворенню системи загальної безпеки й активізації процесу роззброєння. 25 квітня 1945 Конференція ООН зі створення міжнародної організації почала діяти в Сан-Франциско, на якій було представлено 50 урядів і низку неурядових організацій, що брали участь у розробці Статуту Організації Об'єднаних Націй. Організація Об'єднаних Націй офіційно існує з 24 жовтня 1945 завдяки ратифікації Статуту п'ятьма постійними членами Ради Безпеки — Францією, Республікою Китай, СРСР, Великою Британією і Сполученими Штатами та більшістю — 46 іншими сторонами, що теж підписали цей договір-статут. Перше засідання Генеральної Асамблеї, з 51 країною-учасницею, та Ради Безпеки, відбулося в Центральному залі Вестмінстера в Лондоні в січні 1946 року.

## Структура Організації Об'єднаних Націй
Структурно Організація Об'єднаних Націй складається з п'яти основних органів (раніше шести — Рада з Опіки ООН призупинила свою діяльність у 1994 році): Генеральної Асамблеї ООН, Ради Безпеки ООН, Економічної та Соціальної Ради (ЕКОСОР) ООН, Секретаріату ООН і Міжнародного Суду юстиції ООН.
Чотири з п'яти основних органів ООН містяться здебільшого в Організації Об'єднаних Націй, штаб-квартира якої розташована на території міжнародного центру в Нью-Йорку. Міжнародний Суд перебуває в Гаазі, а інші великі установи — у відділеннях ООН у Женеві, Відні й Найробі. Решта установ ООН розташовано по всьому світу.
| Генеральна Асамблея ООН — Погоджувальні збори всіх держав-членів — | | Секретаріат ООН — Адміністративний орган ООН — |  | Міжнародний Суд ООН — Універсальний суд за міжнародним правом — |  |  |
| | | |  |                                                                 |  |  |
| - може видати необов'язкові рекомендації державам або пропозиції Раді Безпеки (РБ ООН); - ухвалює рішення про прийом нових членів, після пропозиції РБ ООН; - ухвалює бюджет; - обирає непостійних членів Ради Безпеки ООН; усіх членів Економічної та Соціальної Ради; Генерального секретаря ООН (за пропозицією РБ ООН); і п'ятнадцятьох суддів Міжнародного Суду (ICJ). Кожна країна має один голос. | - підтримує інші органи ООН адміністративно (наприклад, при організації конференцій, написанні звітів і досліджень та підготуванні бюджету); - його голову — Генерального секретаря ООН — обирає Генеральна Асамблея на п'ятирічний мандат; він є головним представником ООН. | - вирішує суперечки між державами, які визнають його юрисдикцію; - видає юридичні висновки; - видає ухвали відносною більшістю голосів. Його п'ятнадцятьох суддів обирає Генеральна Асамблея ООН на дев'ять років. |  |                                                                 |  |  |
| | | |  |                                                                 |  |  |
| Рада Безпеки ООН — Для питань міжнародної безпеки — | Економічна і Соціальна Рада (ЕКОСОР) ООН — Для глобальних економічних і соціальних питань — | Рада з Опіки ООН — Для управління територіями — |  |                                                                 |  |  |
| | | |  |                                                                 |  |  |
| - відповідальна за підтримання міжнародного миру й безпеки; - може ухвалити обов'язкові постанови; - складається з п'ятнадцятьох членів — п'ятьох постійних із правом вето й десятьох обраних. | - відповідальна за співпрацю між державами з економічних і соціальних питань; - координує співпрацю між численними спеціалізованими установами ООН; - складається з 54-х членів, яких обирає Генеральна Асамблея для надання тривалих мандатів.                               | - спочатку розроблена для управління колоніальними володіннями, які були колишніми мандатами Ліги націй; - неактивна з 1994 року, коли Палау, остання територія, здобула незалежність.                             |  |                                                                 |  |  |

Шість офіційних мов Організації Об'єднаних Націй, які використовують у міжурядових нарадах і документах — це арабська, китайська, англійська, французька, російська й іспанська, а Секретаріат ООН використовує дві робочі мови — англійську й французьку. П'ять з офіційних мов було обрано при заснуванні ООН, арабську було додано згодом, у 1973 році. У редакційних рекомендаціях Організації Об'єднаних Націй сказано, що стандартні документи ведуть англійською мовою Британського використання й Оксфордського правопису (EN-GB-OED), а також китайським стандартним письмом (спрощеним). Заміну традиційного китайського правопису (у 1971 році) було введено, коли представництво ООН у Китаї було змінено з Китайської Республіки (яка нині відома як Тайвань) на Народну Республіку Китай.

### Генеральна Асамблея ООН
Генеральна Асамблея є головним дорадчим органом Асамблеї Організації Об'єднаних Націй. Вона складається з усіх держав-членів ООН. Асамблея збирається на чергові щорічні сесії з участю президентів або керівників держав-членів ООН. Упродовж двох тижнів від початку кожної сесії ООН усі її члени мають можливість виступити перед Асамблеєю. Традиційно Генеральний секретар ООН виступає першим, після чого вибраний на той період сесії Голова Асамблеї розпочинає і веде Генеральну Асамблею ООН. Першу сесію було скликано 10 січня 1946 в Центральній залі Вестмінстера в Лондоні за участі представників 51-ї країни.
Коли Генеральна Асамблея проводить голосування з важливих питань, рішення ухвалюють більшістю в дві третини з присутніх. До важливих питань, які розглядають на цій сесії, належать рекомендації з питань миру й безпеки, вибори членів органів та допуск, призупинення і усунення з членів; а також бюджетні питання. Кожна країна-член має один голос. Крім затвердження бюджетних питань, ухвали не є обов'язковими для членів ООН. Асамблея може робити рекомендації з будь-яких питань у рамках ООН, за винятком питань миру й безпеки, які розглядає Рада Безпеки.

### Рада Безпеки ООН

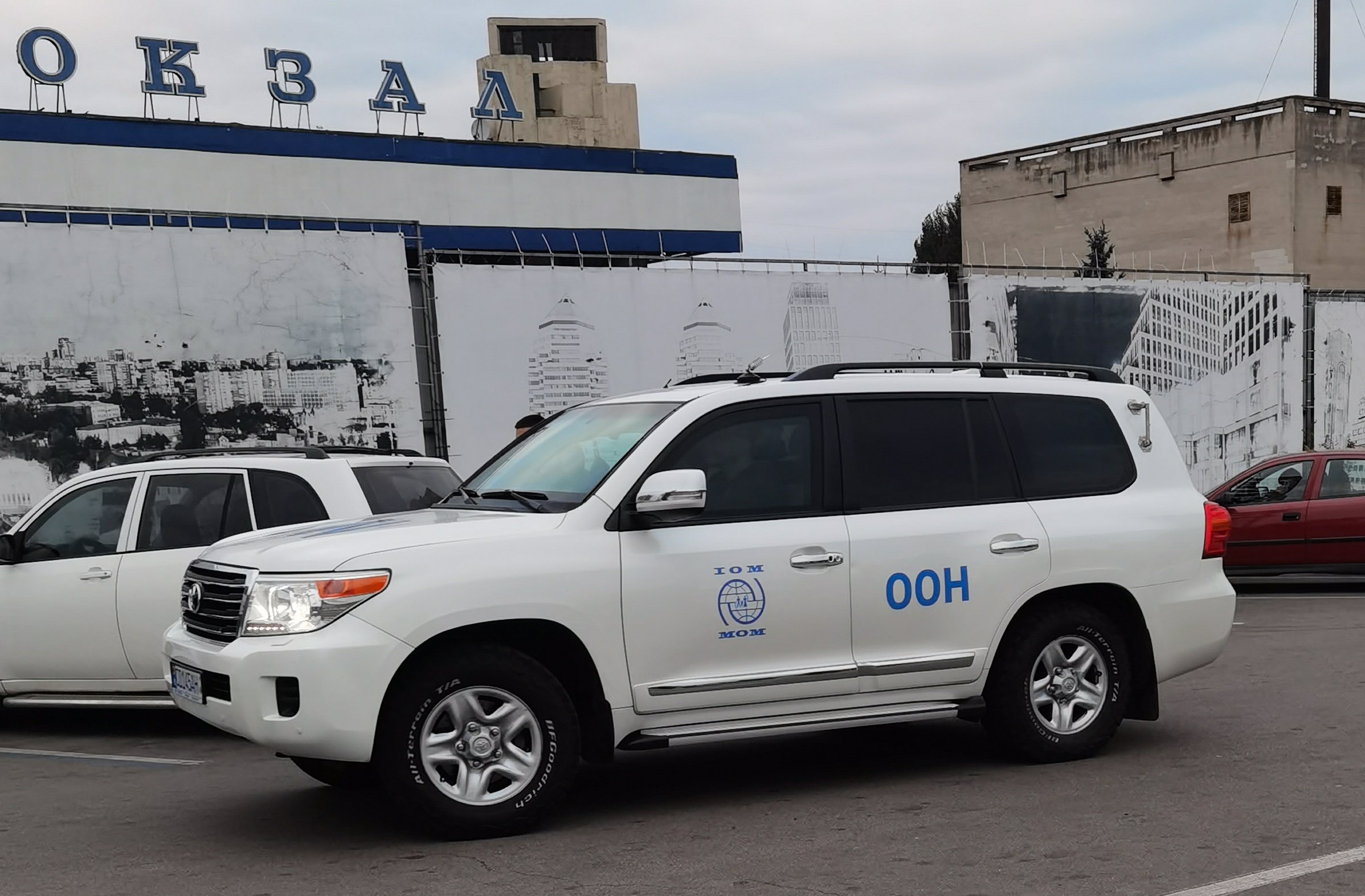
Джип ООН в Дніпрі під час війни.

Рада Безпеки відповідає за підтримання миру й безпеки у стосунках між країнами — членами ООН. Якщо інші органи Організації Об'єднаних Націй можуть лише подати «рекомендації» різним урядам держав, то Рада Безпеки ООН має право ухвалювати обов'язкові рішення, щоб урядові делегації країн їх утілили, згідно з нормами Статуту ООН (стаття 25). Ухвали Ради називають резолюціями Ради Безпеки.
Рада Безпеки складається з 15 держав-членів, котрі знову-таки поділяються на 5 постійних членів — Китай, Франція, Росія, Сполучене Королівство Великої Британії та Північної Ірландії та Сполучені Штати Америки — і 10 непостійних членів. (15 жовтня 2015 року новими непостійними членами Ради Безпеки ООН терміном на 2 роки обрали Україну, Єгипет, Сенегал, Уругвай і Японію, до складу РБ вони ввійшли 1 січня 2016 року, термін їхніх повноважень становив два роки. Окрім того, членами РБ ООН були Ангола, Венесуела, Іспанія, Малайзія та Нова Зеландія — термін їхніх повноважень сплив наприкінці 2016 року.)

П'ять постійних членів Ради мають право на «вето» щодо головних питань, але не щодо процедурних резолюцій, що дозволяє постійному члену Ради блокувати ухвалення рішень, але не дозволяє блокувати обговорення самої резолюції, навіть коли вона не є прийнятною для нього. Десять тимчасових місць у Раді Безпеки ООН визначаються на дворічний термін із держав-членів ООН, за які проголосували на Генеральній Асамблеї ООН і відповідно на регіональній основі. Голову Ради Безпеки ООН призначають за абеткою, змінюючи його щомісяця.

### Економічна й Соціальна Рада (ЕКОСОР) ООН
Економічна й Соціальна Рада (ЕКОСОР) допомагає Генеральній Асамблеї ООН у сприянні міжнародної економічної й соціальної співпраці й розвитку. ЕКОСОР складається з 54 членів ООН, яких обирає Генеральна Асамблея ООН на трирічний термін. Президента ЕКОСОР обирають строком на один рік серед малих і середніх держав, представлених в ЕКОСОР. Рада скликає засідання один раз на рік у липні, сесії тривають чотири тижні. З 1998 року вона почала скликати ще одне засідання — кожного квітня з міністрами фінансів і представниками-головами ключових комітетів Світового банку й Міжнародного валютного фонду (МВФ). У функції ЕКОСОР входить збирання інформації, консультування членів Організації Об'єднаних Націй, розроблення рекомендацій і координування роботи спеціалізованих комітетів ООН. Крім того, ЕКОСОР добре справляється з наданням консультаційних політичних ухвал у суперечках та веде координацію і дублювання деяких функцій органів ООН у сфері допоміжних секторів; саме в цій ролі ЕКОСОР найактивніша.

### Міжнародний Суд ООН
Міжнародний суд (МС), що розташований у Гаазі, Нідерланди, є головним судовим органом Організації Об'єднаних Націй. Заснований у 1945 році за Статутом Організації Об'єднаних Націй, Суд почав працювати в 1946 році як наступник Постійної палати міжнародного правосуддя. Статут Міжнародного Суду, який схожий на свого попередника, є основним конституційним документом, складовою і регламентом дій суду.
МС засновано у Палаці миру в Гаазі, в Нідерландах, й розташовано у спільній будівлі з Гаазькою академією міжнародного права, визнаним центром вивчення міжнародного права. Дехто з нинішніх суддів суду є її випускниками чи колишніми професорами факультетів Академії. Метою Міжнародного Суду є вирішення суперечок між державами. Суд розглядає справи, пов'язані з військовими злочинами, незаконним втручанням держав і етнічних чисток, та, як і раніше, інші юридичні справи.
Згодом було запроваджено зміни, пов'язані з діяльністю МС: запровадження Міжнародного кримінального суду (МКС), який почав функціонувати в 2002 році в рамках міжнародних обговорень за ініціативою Генеральної Асамблеї; відтоді чинний міжнародний суд постійно звинувачує тих, хто скоює найважчі злочини, згідно з міжнародним правом, зокрема й військові злочини та геноцид. МКС є функціонально незалежним від ООН щодо кадрів і фінансування, але деякі засідання МКС і його керівного органу — Асамблеї держав-учасниць Римського статуту — скликають в ООН. Існує «Угода про взаємини» між МКС і ООН, яка визначає, як ці дві установи здійснюють свою діяльність і на законних підставах розподіляють функції один з одним.

### Секретаріат ООН
Секретаріат Організації Об'єднаних Націй, очолюваний Генеральним секретарем, організований зі службовців ООН і міжнародних цивільних службовців з усього світу. Секретаріат забезпечує дослідження, збір інформації та коштів, необхідних органам Організації Об'єднаних Націй для організації своїх засідань і регламентних дій. Він також виконує завдання за вказівками від ООН, Ради Безпеки ООН, Генеральної Асамблеї ООН, Економічної та Соціальної Ради ООН та інших її органів. У статуті Організації Об'єднаних Націй передбачано, що службовців обиратимуть шляхом врахування «високого рівня працездатності, компетентності й сумлінності» та важливости добирання персоналу на основі широкої географічної вибірки.
Статут передбачає, що службовці не повинні запитувати чи отримувати вказівки від будь-яких владних структур, окрім ООН. Кожній країні-члену ООН пропонують поважати міжнародний характер Секретаріату й не намагатися впливати на своїх службовців. Генеральний секретар ООН самостійно несе відповідальність за добирання персоналу.
Секретаріат наділено такими обов'язками: сприяння вирішенню міжнародних суперечок, керування операціями з підтримання миру, скликання й організація міжнародних конференцій, збирання інформації про виконання ухвал Ради Безпеки, здійснення консультацій з урядами держав-членів щодо різних ініціатив ООН. Основними підрозділами Секретаріату з цих питань є Управління координатора з гуманітарних питань і Департамент операцій із підтримки миру. Генеральний секретар може інформувати Раду Безпеки щодо будь-яких питань, які, на його (або її) думку, можуть становити загрозу міжнародному миру й безпеці.

### Генеральний секретар ООН

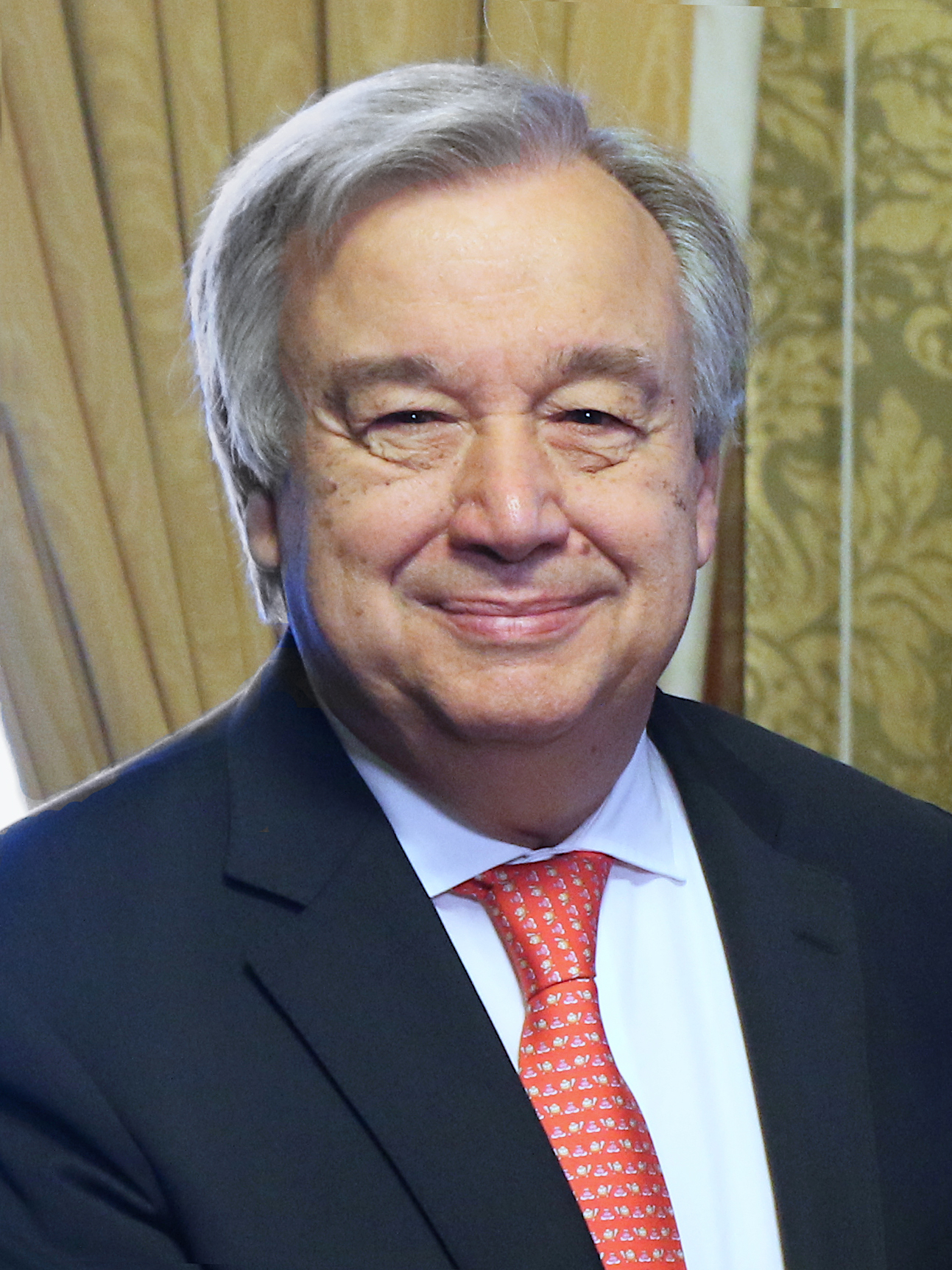
Антоніу Гутерреш

Генерального секретаря призначає Генеральна Асамблея, після того, як його рекомендовано Радою Безпеки ООН. На їхній вибір може бути накладено вето з боку будь-якого члена Ради Безпеки ООН і Генеральної Асамблеї, теоретично вони можуть перевизначити «рекомендацію» Ради Безпеки, якщо більшості голосів не досягнуто, хоча цього не ставалося ще ніколи. Тривалість перебування на цьому посту не має конкретних критеріїв, але з роками стало прийнято вважати, що пост передаватиметься протягом однієї чи двох каденцій (одна каденція в п'ять років). На цю посаду призначають людину на основі географічної ротації, і Генеральний секретар не повинен походити з жодної постійної держави-члена Ради Безпеки ООН.
За визначенням Франкліна Д. Рузвельта, ця посада оцінюється як «модератор світу», його позиція визначено в Статуті ООН як «організація головної адміністративної посадової особи», але в Статуті також сказано, що Генеральний секретар може доводити до Ради Безпеки ООН у разі термінової необхідності, будь-які питання, які, на його думку, «можуть загрожувати підтриманню міжнародного миру й безпеки» та виявляти своє бачення більшости дій на світовій арені. Позиція Генерального секретаря ООН зводиться до подвійної ролі — адміністратора організації ООН і дипломата-посередника у вирішенні суперечок між державами-членами ООН та знаходженні консенсусу щодо глобальних проблем.
Секретаріат очолює Генеральний секретар, який виступає в ролі представника де-факто й лідера ООН. Нинішній Генеральний секретар ООН — Антоніу Гутерреш, який узяв на себе ці обов'язки після Пан Гі Мун.
| № | Ім'я                                              | Країна представлення | Зайняв пост       | Залишив пост      | Примітка                                          |
| - | ------------------------------------------------- | -------------------- | ----------------- | ----------------- | ------------------------------------------------- |
| 1 | Трюгве Лі (Trygve Lie)                            | Норвегія             | 2 лютого 1946     | 10 листопада 1952 | Пішов у відставку                                 |
| 2 | Даг Хаммаршельд (Dag Hammarskjöld)                | Швеція               | 10 квітня 1953    | 18 вересня 1961   | Загинув при виконанні службових обов'язків        |
| 3 | У Тан (U Thant)                                   | Бірма                | 30 листопада 1961 | 1 січня 1972      | Перший Генеральний Секретар від Азії              |
| 4 | Курт Вальдгайм (Kurt Waldheim)                    | Австрія              | 1 січня 1972      | 1 січня 1982      |                                                   |
| 5 | Хав'єр Перес де Куельяр (Javier Pérez de Cuéllar) | Перу                 | 1 січня 1982      | 1 січня 1992      | Перший Генеральний Секретар від Південної Америки |
| 6 | Бутрос Бутрос Галі (Boutros Boutros-Ghali)        | Єгипет               | 1 січня 1992      | 1 січня 1997      | Перший Генеральний Секретар від Африки            |
| 7 | Кофі Аннан (Kofi Annan)                           | Гана                 | 1 січня 1997      | 1 січня 2007      |                                                   |
| 8 | Пан Гі Мун (Ban Ki-moon)                          | Південна Корея       | 1 січня 2007      | 31 грудня 2016    |                                                   |
| 9 | Антоніу Гутерреш (António Guterres)               | Португалія           | 1 січня 2017      | Ще працює         |                                                   |

## Спеціалізовані установи й підрозділи ООН
Статут Організації Об'єднаних Націй передбачає, що кожен із головних органів ООН може встановити різні спеціалізовані установи чи підрозділи для виконання своїх обов'язків.
Є багато організацій і агентств ООН, які функціонують і здійснюють різноманітну роботу з конкретних питань. Деякі з найвідоміших установ — Міжнародна організація праці, Міжнародне агентство з атомної енергії (МАГАТЕ), Продовольча й сільськогосподарська організація ООН, ЮНЕСКО (Організація Об'єднаних Націй із питань освіти, науки й культури), ЮНІДО (Організація Об'єднаних Націй із промислового розвитку), Світовий банк і Всесвітня організація охорони здоров'я (ВООЗ). Саме через ці установи ООН виконує велику частину своєї гуманітарної роботи. Приклади цих дій — програми масових щеплень (у рамках ВООЗ), програми задля уникнення голоду й недоїдання (у рамках роботи МПП), захист вразливих груп і переміщених осіб (наприклад, шляхом ВСР).

## Членство в ООН

Анімаційне представлення динаміки росту країн членів ООН

Членами ООН можуть бути всі миролюбні держави, які беруть на себе зобов'язання дотримуватися статуту і, на думку ООН, можуть і прагнуть ці зобов'язання виконувати. Нових членів приймає Генеральна Асамблея за рекомендацією Ради Безпеки ООН.

## Фінансування ООН
ООН фінансується за рахунок нарахованих і добровільних внесків держав-членів. Регулярно складається дворічний бюджет ООН і його спеціалізованих установ, що фінансуватимуться за рахунок внесків його членів. Генеральна Асамблея ООН затверджує регулярний бюджет і визначає фінансовий внесок для кожного її члена. Ці відрахування значною мірою базуються на відносному потенціалі кожної країни й на основі обсягу їхнього валового національного доходу (ВНД), з поправками на зовнішню заборгованість і показник доходу на душу населення.
Асамблея створила такий принцип, щоб ООН не була надмірно залежною від одного її члена, який береться за фінансування її операцій або дій. Таким чином, існує ставка «стелі», встановлений максимальний розмір фінансового внеску для будь-якого члена, який оцінюється у відсотковому відношенні щодо регулярного бюджету організації. У грудні 2000 року Асамблея переглянула шкалу внесків з урахуванням поточних економічних глобальних умов. У рамках цього перегляду, регулярна бюджетна ставка «стелі» була знижена з 25 % до 22 % і США є єдиним членом, який зобов'язується виплачувати максимальну ставку. На додаток до максимальної ставки, виводиться мінімальна сума, яка нараховується кожній із країн-членів (або «нижня ставка») — встановлена на рівні 0,001 % від загального регулярного бюджету ООН (тобто його фінансовий еквівалент). Крім того, для слаборозвинених країн (НРС), також встановлено максимальну ставку, яка становить 0,01 %, хоча існують випадки значних непроплат серед цих країн (деякі з тривалістю в 10 років).
Розрахунок бюджету ООН — це процес, у який залучені всі члени організації. Бюджет висувається Генеральним секретарем ООН після узгодження з органами організації і на підставі їхніх вимог. Згодом запропонований бюджет аналізує Консультативний комітет з адміністративних і бюджетних питань, що складається з 16 членів, і Комітет програм та координації, що складається з 34 членів. Рекомендації комітетів надходять Адміністративно-бюджетному комітету Генеральної Асамблеї, до якого належать всі держави-члени ООН; вони ще раз ретельно аналізують поданий бюджет. І нарешті, бюджет представляють Генеральній Асамблеї для остаточного розгляду та затвердження. Поточний бюджет у період з 2008 по 2009 рік оцінюється в $ 4,19 млрд. за 2 роки, або трохи більше 2 млрд доларів на рік (див. таблицю для великих платників).
Велика частка витрат Організації Об'єднаних Націй надається для її основної місії — підтримування миру і безпеки. Так миротворчий бюджет на 2005–2006 фінансовий рік становив близько $ 5 млрд (у порівнянні з річним надходженням у бюджет ООН за той же період у 1,5 млрд дол США), здебільшого це платня для 70000 військовослужбовців, які розгорнуті в 17 місіях по всьому світу. Операції ООН задля миру також фінансуються за рахунок додаткових внесків; у таких випадках використовують додаткову формулу за шкалою фінансування, але зокрема враховується доплата від п'яти постійних членів Ради Безпеки, які мають індивідуальне право затверджувати всі миротворчі операції. Станом на 1 січня 2008 року, в десятку найбільших донорів фінансової допомоги та внесків для операцій Організації Об'єднаних Націй із підтримання миру входять США, Японія, Німеччина, Велика Британія, Франція, Італія, Китай, Канада, Іспанія і Республіка Корея.
| Країна          | Частка (% від бюджету ООН) |
| --------------- | -------------------------- |
| США             | 22.000 %                   |
| Японія          | 12.530 %                   |
| Німеччина       | 8.018 %                    |
| Велика Британія | 6.604 %                    |
| Франція         | 6.123 %                    |
| Італія          | 4.999 %                    |
| Канада          | 3.207 %                    |
| КНР             | 3.189 %                    |
| Іспанія         | 3.177 %                    |
| Мексика         | 2.356 %                    |
| Інші            | 27.797 %                   |

Частина спеціальних програм ООН (такі, як ЮНІСЕФ, МПП та ПРООН), не входять до регулярного бюджету організації та фінансуються коштом добровільних внесків від урядів інших країн-членів. Більшу його частину становлять таки фінансові внески від країн та спонсорська допомога від комерційних структур, але деякі з організацій отримують допомогу ще й у вигляді сільськогосподарських товарів чи предметних пожертв для постраждалого населення.
Оскільки фінансування цих установ має добровільний характер, більшість їх потерпає від гострої нестачі коштів під час світових економічних спадів. У липні 2009 року Всесвітня продовольча програма повідомила, що була змушена суттєво скоротити свої послуги через недостатнє фінансування. Вони отримали лише чверть від загального обсягу того, що їм необхідно було на поточний 09/10 фінансовий рік.

## Пам'ятні дати ООН
Організація Об'єднаних Націй засновує спеціальні міжнародні дні, тижні, роки і десятиліття, присвячені темі або проблематиці, що визнаються всесвітньо важливими. Цим Організація Об'єднаних Націй стимулює інтерес до своєї діяльності та програм у певних сферах, сприяє активізації міжнародній діяльності. Більшість спеціальних заходів і пам'ятних дат було ініційовано Генеральною Асамблеєю ООН, деякі — спеціалізованими установами ООН. Також відзначають ювілеї ключових подій в історії ООН.

## Україна та ООН
Україна є однією з країн-засновниць ООН — з 1945 по 1991 рік вона брала участь у роботі ООН як УРСР, а з моменту проголошення незалежності — як Україна. Після проголошення незалежності України участь у діяльності Організації Об'єднаних Націй було визначено одним із пріоритетних напрямів зовнішньої політики держави.
Новий етап участі незалежної України в міжнародних організаціях почався з 24 серпня 1991 року. Цього ж року, вперше за 45 років членства в ООН, делегація України брала участь у роботі сесії ГА ООН, керуючись тільки інтересами власної держави.
Сучасними пріоритетними сферами діяльності ООН для України є:
- розроблення ефективних підходів до зміцнення міжнародної та регіональної безпеки;
- повніше залучення ООН до процесу роззброєння, зокрема ядерного, зниження військового протистояння у різних регіонах світу, здійснення конструктивного діалогу з проблем конверсії, участь у формуванні нових та зміцненні існуючих регіональних структур безпеки, налагодження співробітництва з ними;
- використання досвіду ООН для розв'язання соціально-економічних проблем, експертної допомоги в інтересах державного будівництва України, сприяння переходу до ринкової економіки;
- використання унікальних можливостей ООН для ведення діалогу з представниками інших держав.

Перебуваючи у вересні 1995 року в Києві, Генеральний секретар ООН Бутрос Бутрос Галі зазначив: «У тому, що стосується Організації Об'єднаних Націй, роль України є унікальною і важливою. Я впевнений, що в найближчому майбутньому ми зміцнимо наші стосунки, особливо у сфері інформації».

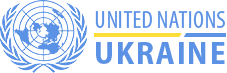
Логотип представництва ООН в Україні

### Представники України в ООН
1. Удовиченко Петро Платонович (1958—1961)
2. Кизя Лука Єгорович (1961—1964)
3. Шевченко Сергій Тимофійович (1964—1968)
4. Поляничко Михайло Деонисович (1968—1973)
5. Мартиненко Володимир Никифорович (1973—1979)
6. Кравець Володимир Олексійович (1979—1984)
7. Удовенко Геннадій Йосипович (1985—1991)
8. Батюк Віктор Гаврилович (1992—1993)
9. Гудима Борис Миколайович (1993)
10. Зленко Анатолій Максимович (1994—1997)
11. Єльченко Володимир Юрійович (1997—2001)
12. Кучинський Валерій Павлович (2001—2006)
13. Крижанівський Віктор Володимирович (2006—2007)
14. Сергєєв Юрій Анатолійович (2007—2015)
15. Єльченко Володимир Юрійович (2015—2019)
16. Кислиця Сергій Олегович (18 грудня 2019 і дотепер з лютого 2020 — надзвичайний і повноважний посол, постійний представник України при ООН)

### Координатори системи ООН в Україні
1. Стівен Френсіс Браун (1992—1996),
2. Педро Пабло Вільянуева (1996—2000);
3. Даглас Гарднер (2000—2004)
4. Френсіс О'Доннелл (2004—2009)
5. Олів'є Адам (2009—2014)
6. Ніл Вокер (2014[32]—2018)
7. Оснат Лубрані (2018—2022[33])
8. Деніз Браун (2022—2024)
9. Матіас Шмале (з 2024)

### Програма партнерства

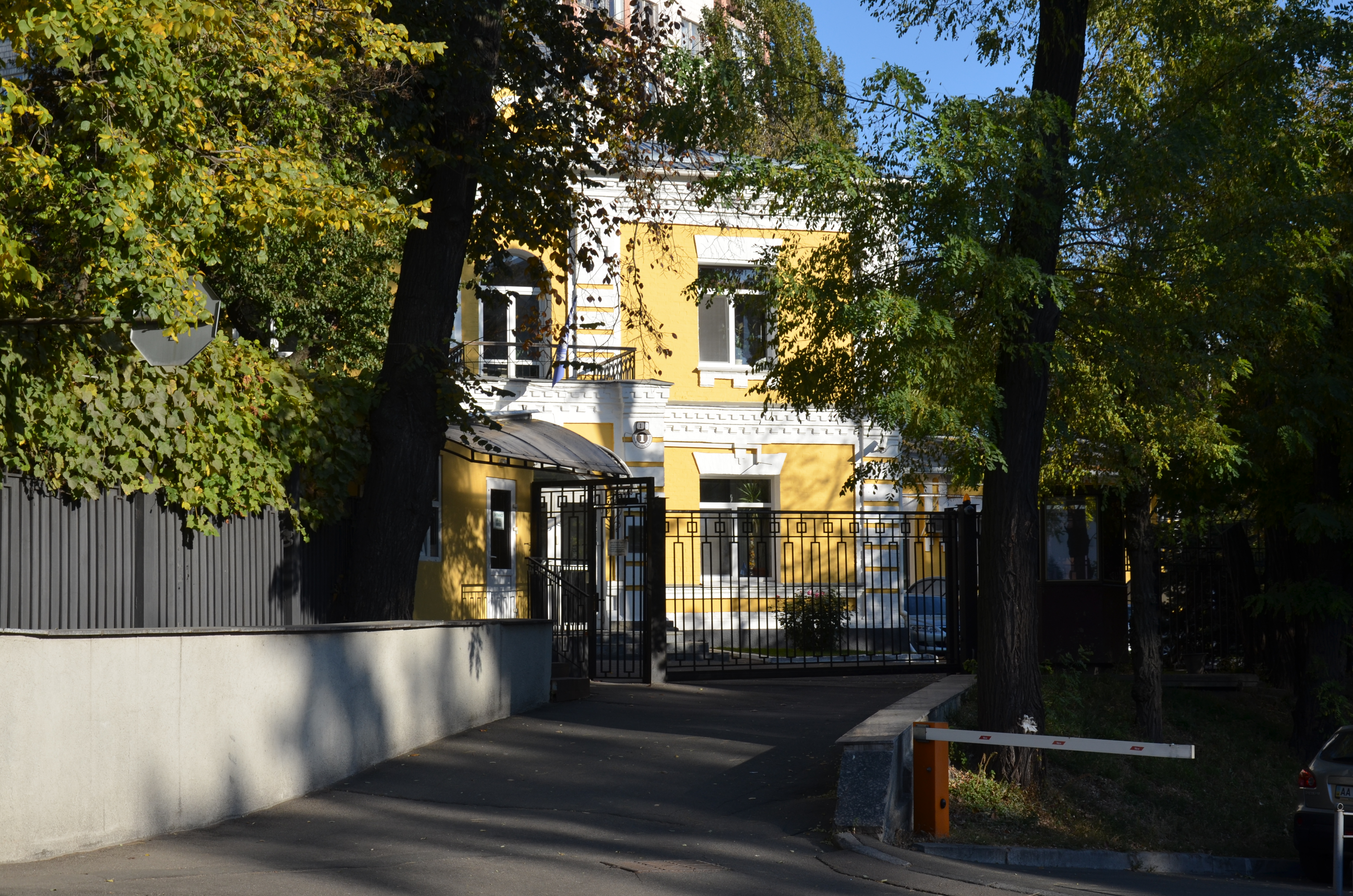
Представництво Програми розвитку Організації Об'єднаних Націй в Україні

30 листопада 2017 підписано Рамкову програму партнерства між Урядом України і ООН на 2018—2022 роки. Очікуваний бюджет програми — 675 мільйонів доларів США.. З 2019 року Програму розвитку координує Дафіна Ґерчева.
8 лютого 2021 року Україна увійшла до складу Комітету всесвітньої продовольчої безпеки ООН.

## Документи, прийняті ООН
- Загальна декларація прав людини (1948)
- Декларація прав дитини (1959)
- Декларація про принципи міжнародного права (1970)
- Декларація про права розумово відсталих осіб (1971)[36]
- Декларація ООН про захист жінок і дітей при надзвичайних обставинах та під час збройних конфліктів (1974)
- Декларація про усунення насильства проти жінок (1993)
- Декларація прав корінних народів (2007)